# (8781) Yurka
(8781) Yurka est un astéroïde de la ceinture principale.

## Description
(8781) Yurka est un astéroïde de la ceinture principale. Il fut découvert le 1er avril 1976 à Naoutchnyï par Nikolaï Tchernykh. Il présente une orbite caractérisée par un demi-grand axe de 2,36 UA, une excentricité de 0,17 et une inclinaison de 2,2° par rapport à l'écliptique.